# Nômade digital

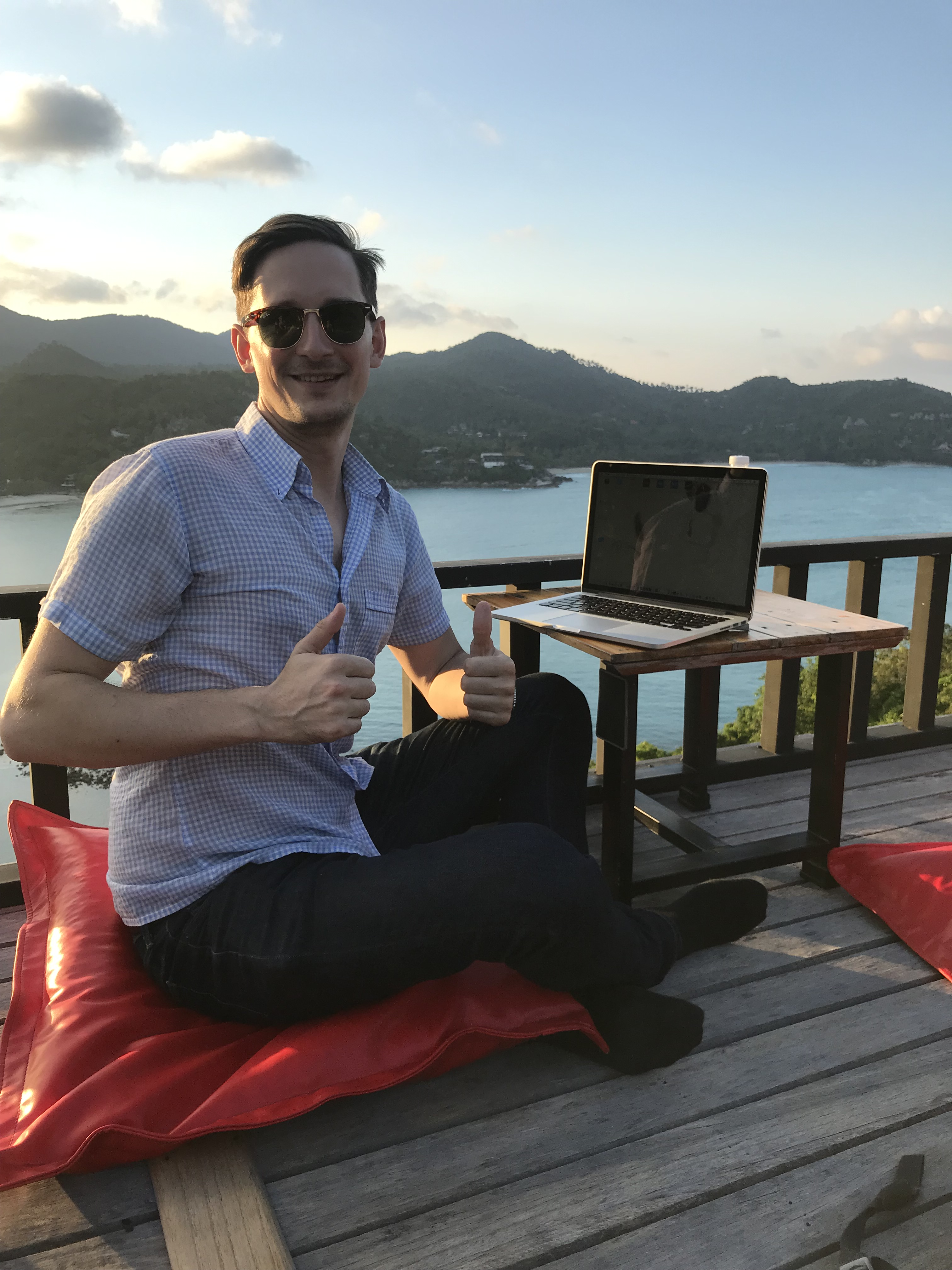
Foto de um Nômade Digital trabalhando em um Hotel resort.

Nômade digital (português brasileiro) ou nómada digital (português europeu) é um indivíduo que aproveita da tecnologia para realizar as tarefas de sua profissão de maneira remota e ao não depender de uma base fixa para trabalhar, conduz seu estilo de vida de uma maneira nômade. Esse estilo de vida é denominado de Nomadismo digital.

## Definição
Nômades digitais são empresários e profissionais que comumente trabalham como escritores freelancers, fotógrafos, designers, desenvolvedores de software e qualquer outro tipo de trabalhador do conhecimento que possa realizar suas tarefas independentemente de sua localização física.  Fazem uso de novas tecnologias como internet wireless, smartphones e aplicativos de Computação em nuvem para conduzir seus negócios, trabalhar remotamente e produzir renda de onde quer que estejam vivendo ou viajando. .
O nômade digital é um profissional que usualmente pode trabalhar de casa ou em cafeterias, bibliotecas e até de um veículo recreativo para cumprir tarefas e objetivos que tradicionalmente seriam realizados em uma posição fixa de trabalho. Também é possível que utilize espaços de coworking, alugue escritórios compartilhados em grandes cidades ao redor do mundo ou opte por fazer o uso de house sitting. 
Quase todas as atividades profissionais atuais funcionam na cloud, sendo possível trabalhar a partir de qualquer lugar do mundo de forma remota. O panorama remoto tem-se desenvolvido tão rápido que um estudo da Fast Company estima que, até 2020, 34% das empresas britânicas terá metade dos trabalhadores a trabalhar em regime remoto.
O nomadismo digital é um estilo de vida  que permite às pessoas trabalharem remotamente enquanto viajam pelo mundo. Essa abordagem inovadora oferece uma série de vantagens, incluindo flexibilidade de horário, liberdade geográfica e a oportunidade de experimentar novas culturas e paisagens enquanto se mantém produtivo. Os nômades digitais podem aproveitar tecnologias como internet de alta velocidade, aplicativos de colaboração e plataformas de trabalho remoto para manterem-se conectados e produtivos, independentemente de sua localização. Além disso, o nomadismo digital promove um estilo de vida mais equilibrado, permitindo que os profissionais combinem trabalho, viagens e lazer de uma maneira única e gratificante.
Os nômades digitais podem ser divididos em três grupos: freelancer (trabalham para clientes e ainda trocam o tempo por dinheiro); empreendedores (criam produtos ou serviços rentáveis mas trabalham de qualquer lugar); e trabalhadores remotos (funcionários normais, mas com um tipo de trabalho que pode ser feito de qualquer lugar).
Um nômade digital assim como qualquer outro profissional pode muito bem estudar, se especializar ou até mudar de ramo, entretanto, existe uma grande vantagem, eles não precisam fincar raízes eternamente em lugar algum. São inúmeras as vantagens de ser um nômade digital. 

## Sucesso
O nomadismo digital tem ganho vários adeptos e de diferentes áreas profissionais, desde designers, programadores, marketeers, jornalistas, fotógrafos, coaches, escritores, nutricionistas, advogados e empreendedores digitais, o que prova que qualquer profissão pode hoje ser facilmente adaptada ao mundo digital.
Os adeptos desta tendência garantem que, ao trabalharem remotamente e sendo localmente independentes, ganham mais autonomia, inspiração e criatividade.
Mais e mais nômades digitais estão viajando internacionalmente e mudando-se para o exterior, enquanto continuam trabalhando para clientes e empregadores em seus países de origem. Este tipo de emigração apresenta desafios como a manutenção de um seguro saúde com cobertura global, permanência sob diferentes legislações com às vezes a devida obtenção de visto de trabalho e a manutenção de relacionamentos com família e amigos a distância.  Porém, a vida de um nômade digital também possui extrema flexibilidade, pois seu trabalho pode ser levado consigo em qualquer lugar – e apesar dessa realidade ainda parecer ainda distante de muitas pessoas, quase todas as profissões podem ser adaptadas para o universo dos nômades digitais. 
Desde a pandemia, muitos países ao redor do mundo estão oferecendo vistos para nômades digitais para acomodá-los.

## Em Portugal
Em Portugal, o nomadismo digital é um movimento que está para ficar, como provam as dezenas de espaços de trabalho remoto de coworking que têm surgido em cidades como Lisboa ou Porto.
Este modelo de trabalho tem vindo a provar que é possível ter uma carreira de sucesso graças à internet e que qualquer pessoa, estando motivada, pode tornar-se ela também trabalhadora remota e localmente independente.